# Willy Zeller (Unternehmer)
Willy Zeller (* 14. November 1931) ist ein ehemaliger deutscher Boxmanager und -veranstalter.

## Leben
Zeller war im Boxgeschäft tätig und betrieb Pelzläden sowie einen Pelzgroßhandel in Hamburg und Berlin. Nachdem er sich in Folge eines Raubes in einem seiner Pelzläden im Jahr 1970 zusammen mit einigen seiner Boxer eigenmächtig auf die Suche nach den Tätern begeben hatte, mussten sich Zeller und fünf weitere Personen vor dem Landgericht in West-Berlin wegen der Vorwürfe Freiheitsberaubung, Nötigung, gefährliche Körperverletzung und Hausfriedensbruch verantworten. Zeller wurde zu einer achtmonatigen Bewährungsstrafe verurteilt. In Berlin bewohnte Zeller, der von sich selbst sagte, er habe „den Hang zum Großen“, die ehemalige Villa von Hermann Göring. In Zellers Villa waren zeitweise auch Boxer untergebracht, die bei ihm unter Vertrag standen.
In den 1970er Jahren beherrschten er und sein Hamburger Widersacher Wilfrid Schulz den deutschen Boxmarkt. Zeller war gemeinsam mit Fritz Wiene eine der Hauptfiguren des neu gegründeten Verbandes deutscher Faustkämpfer (VdF), der in der zweiten Hälfte der Siebziger zum Bund deutscher Berufsboxer in Konkurrenz trat. Das Hamburger Abendblatt schrieb im Dezember 1976 von erfolgreich verlaufenden Wiederbelebungsversuchen des deutschen Berufboxsports durch „besessene Männer“, die „viel Geld und Zeit“ investierten und tätigte die Aussagen insbesondere in Bezug auf Zeller und Schulz. Als im Sommer 1978 in Folge des Todes des italienischen Boxers Angelo Jacopucci auch in Deutschland über Schutzmaßnahmen im Berufsboxen diskutiert wurde, sprach sich Zeller gegen einen Kopfschutz und größere Handschuhe aus. Zwar würden die Sportler seines Boxsports fast rund um die Uhr von Trainern überwacht, aber Todesfälle werde es im Boxen immer wieder geben, so Zeller. „Das liegt nun einmal im Boxsport, der zweifellos ein höheres Risiko birgt als viele andere Sportarten. Doch dieses Risiko geht jeder Boxer freiwillig ein“, wurde Zeller Ende Juli 1978 wiedergegeben.
Zu Zellers bekanntesten Boxern gehörten Bernd August, Horst Benedens, Eckhard Dagge, Jörg Eipel, Frank Wissenbach, Rudy Koopmans und Marijan Beneš. Ab Januar 1992 betreute er Graciano Rocchigiani.